# Heining (Passau)

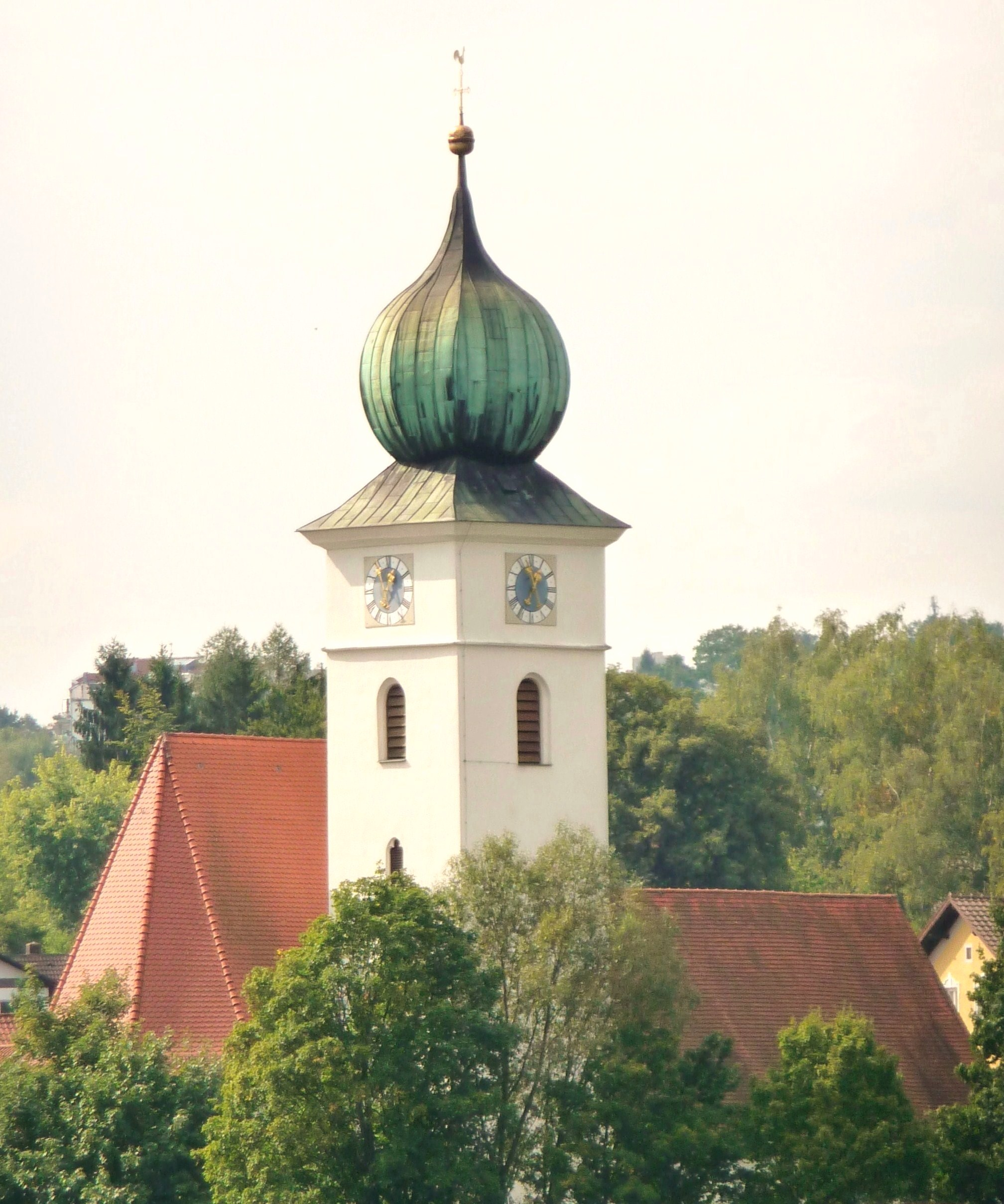
Die Pfarrkirche St. Severin in Passau-Heining

Heining ist ein Stadtteil von Passau und umfasst den gesamten Passauer Westen südlich der Donau und damit außer Heining noch die Ortschaften Schalding rechts der Donau, Neustift und Rittsteig. Heining ist mit einer Fläche von 20,84 km² der flächenmäßig größte der acht Stadtteile Passaus, und wird nur von Haidenhof Nord bevölkerungsmäßig leicht übertroffen. Der statistische Stadtteil Heining mit etwa 11.121 Einwohnern (Bevölkerung am Hauptwohnsitz am 31. Dezember 2005) ist dabei wesentlich größer als das eigentliche Heining.

## Gliederung
Der Stadtteil Heining wird in 17 weitere Ortsteile untergliedert:
| 01 Heining Ortsmitte | 06 Eichet     | 11 Oberöd                     | 16 Laufenbach |
| 02 Hacklstein        | 07 Haarschedl | 12 Schalding rechts der Donau | 17 Gründobl   |
| 03 Thann             | 08 Reisach    | 13 Königschalding             |               |
| 04 Neustift          | 09 Rittsteig  | 14 Wörth rechts der Donau     |               |
| 05 Sperrwies         | 10 Eich       | 15 Einöd                      |               |

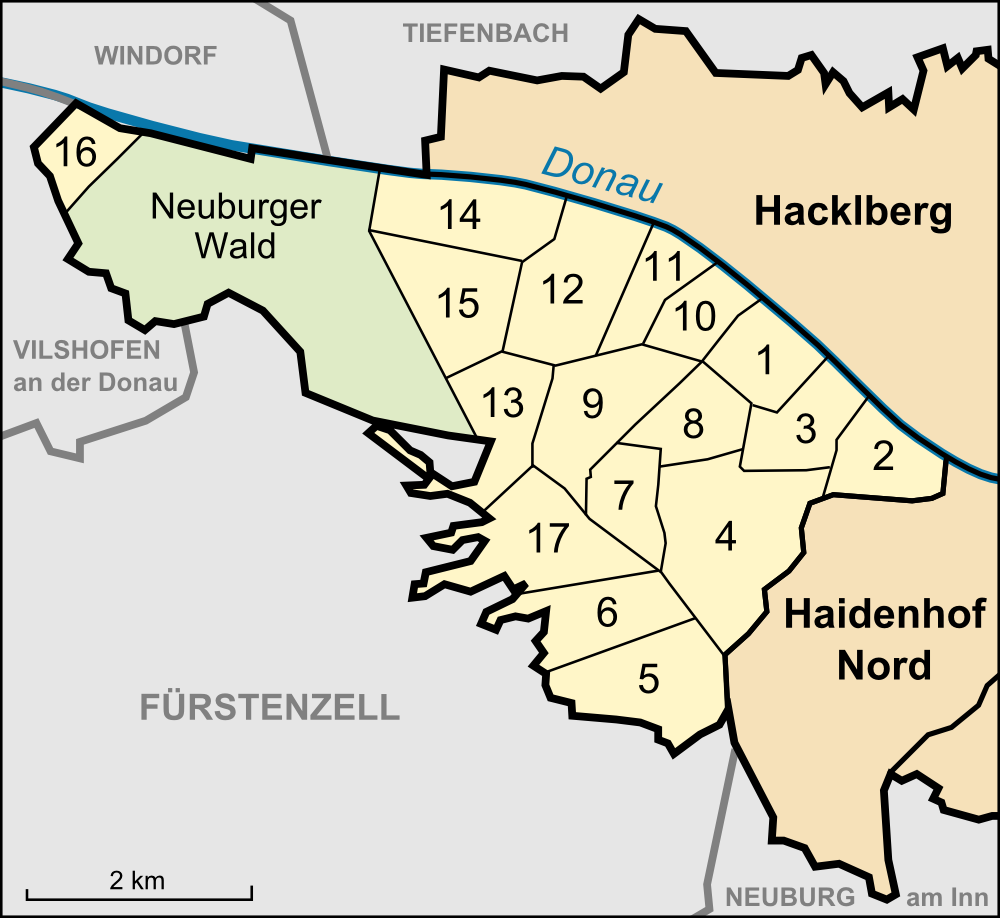

Der westlichste Ortsteil ist Laufenbach, direkt unterhalb der Löwenwand. Dieser Ortsteil ist durch den Neuburger Wald mit seinem Steilabhang Löwenwand hinunter zur Donau von den übrigen Ortsteilen getrennt.

## Geschichte

### Frühe Geschichte

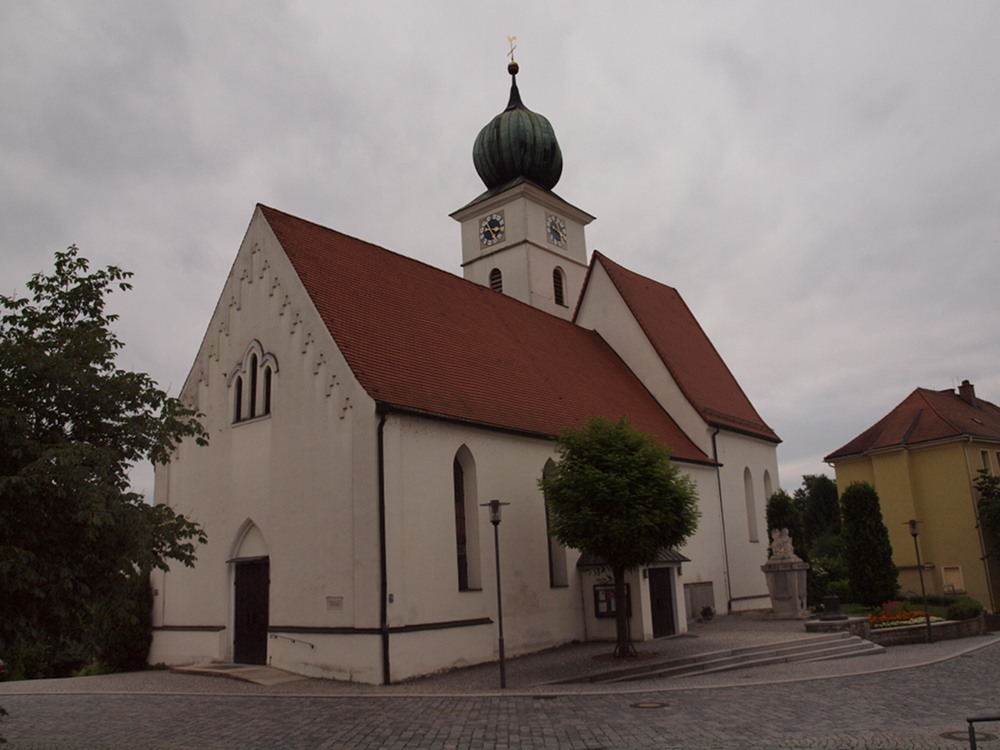
Pfarrkirche St. Severin, im Hintergrund das alte Schulhaus (ehem. Severins-Kapelle)

Huninga wurde 781 erstmals urkundlich erwähnt, 970 gab es hier bereits eine Kirche, die dem heiligen Severin von Noricum geweiht war. Die heutige Kirche St. Severin hat romanisch-gotische Ursprünge. Heining wurde im 11. Jahrhundert dem Kloster Vornbach, im 16. Jahrhundert der Gruftkapelle im Passauer Dom inkorporiert. Am 9. Juni 1716 errichtete man die eigenständige Pfarrei Heining.
Heining gehörte nicht zum Hochstift Passau, sondern zum Herzogtum Bayern bzw. Kurfürstentum Bayern und war eines der fünf Ämter des Landgerichts Vilshofen. Nach der Säkularisation in Bayern kamen 1804 die drei klassizistischen Altäre der Portenkirche Fürstenzell und die kleine Chororgel aus der Klosterkirche Sankt Nikola in die Pfarrkirche Heining.

### Heining als Gemeinde
1808 wurde im Zuge der Neuordnung durch das Königreich Bayern die Gemeinde Heining gegründet. Sie umfasste außer dem ehemals kurfürstlichen Heining noch Teile der ehemaligen Grafschaft Neuburg und war dem Landgericht Passau II untergeordnet.
Die Pfarrei Heining griff weit über die Gemeindegrenzen hinaus. 1819 baute man die ehemalige Severinskapelle zur Schule um. 1859 verlängerte man die Kirche um 7 Meter. 1878 ist das Gründungsjahr der Freiwilligen Feuerwehr Heining. 1886 wurde die Schule vergrößert. Am 2. November 1887 wurde der neue Friedhof an der Passauer Straße geweiht und der bisherige um die Pfarrkirche gelegene Friedhof aufgelöst.
Aus der Mutterpfarrei Heining gingen im 20. Jahrhundert vier neue Seelsorgsbereiche hervor. Den Anfang machte man 1904 mit der Errichtung der Expositur Schalding links der Donau, die 1913 zur selbständigen Pfarrei erhoben wurde. Schalding links der Donau gehörte nur zur Pfarrei Heining, politisch aber zur Gemeinde Kirchberg. Am 24. September 1922 wurde das Kriegerdenkmal vor der Heininger Pfarrkirche eingeweiht. 1928 erfolgte die Gründung der Expositur Auerbach, die 1930 Pfarrei wurde.
Die Gemeinde Heining war ländlich strukturiert, abgesehen von einer Hefefabrik und einem Tonwerk. 1922 bis 1927 entstand an der Donau das Kraftwerk Kachlet. Während des Zweiten Weltkrieges bestand zwischen Schalding und Heining ein Gefangenenlager, das bei Kriegsende in ein Flüchtlingslager umgewandelt wurde, wo etwa 45.000 Menschen eine erste Unterkunft fanden.
Nach dem Krieg wandelte sich die Gemeinde Heining vor allem als Wohngebiet, aber auch durch die Ansiedlung mehrerer Betriebe von einer Landgemeinde in eine Vorstadtgemeinde. 1953 wurde in Schalding rechts der Donau eine Expositur errichtet, 1954 erbaute man dort eine Schule. Die seit 1900 in Neustift bestehende Schule erhielt 1956 und 1968 jeweils einen Anbau. Die Expositur Neustift entstand 1958 und wurde am 25. September 1961 Pfarrei.
Am 4. Dezember 1960 erhielt der neue Heininger Kindergarten die kirchliche Weihe, am 5. November 1963 das neue Schulgebäude. 1969 entfernte man aus der Pfarrkirche Heining die barocke Kanzel, die 1982 in die Pfarrkirche von Kreuzberg gelangte. 1971 erhielt die Kirche eine neue Orgel.

### Die Eingemeindung
Bei einer Bürgerbefragung im August/September 1971 lehnten 91,2 % der Wähler die im Zuge der Gemeindegebietsreform geplante Eingemeindung nach Passau ab. Der Heininger Gemeinderat mit Bürgermeister Hans Hösl erhob schließlich keine Verfassungsklage gegen die Eingemeindung, da hiervon die Gründung der Universität Passau und die Bildung des Oberzentrums Passau abhingen (im Gegensatz dazu erhob die Gemeinde Grubweg Beschwerde beim bayerischen Verfassungsgerichtshof, die jedoch abgewiesen wurde). Anlässlich der Eingemeindung verfasste Ortsheimatpfleger Franz Mader eine Chronik von Heining. Am 1. Juli 1972 wurde die bis dahin selbständige Kommune Heining in die Stadt Passau eingemeindet.

## Bürgermeister der Gemeinde Heining
| - Johann Heininger (1808–1810) - Johann Graf (1810–1816) - Peter Lüftl (1816–1822) - Michael Wagner (1822–1828) - Johann Söldner (1828–1834) - Martin Huber (1834–1840) - Sebastian Auer (1840–1846) - Josef Schuster (1846–1852) - Johann Kramer (1852–1858) - Josef Schmutzer (1858–1864) - Johann Hausner (1864–1869) - Franz Pell (1869–1876) | - Martin Lindner (1876–1881) - Anton Pell (1881–1888) - Alois Krenn (1888–1900) - Franz Pell (1900–1926) - Georg Sagmeister (1926–1933) - Johann Paßberger (1933–1938) - Hans Holzmann (1938–1943) - Jakob Bachl (1943–1946) - Alois Hübl (1946–1948) - Valentin Netzer (1948–1966) - Hans Hösl (1966–1972) |

## Verkehr

### ÖPNV
Heining wird mit 5 Stadtbuslinien, 2 Überlandlinien und einem Regionalbahnhaltepunkt an der Rottalbahn an das lokale und regionale ÖPNV-Netz angeschlossen. Ein ehemals existierender Haltepunkt an der Bahnstrecke Passau–Obertraubling im Heininger Ortskern wurde aufgelassen, ist aber noch gut sichtbar.
| Linie | Strecke |
| ----- | --- |
| 7     | Ries ↔ Hacklberg ↔ ZOB ↔ Danziger Straße ↔ Neustift ↔ Eichendorffstraße                                               |
| 8/9   | Kohlbruck/Erlebnisbad ↔ Vornholz ↔ Klinikum ↔ Universität ↔ ZOB ↔ Hauptbahnhof ↔ Heining ↔ Rittsteig ↔ Königschalding |
| 10    | ZOB ↔ Hauptbahnhof ↔ Neustift ↔ Raiffeisenstraße ↔ Schalding rechts der Donau                                         |
| 11    | ZOB ↔ Hauptbahnhof ↔ Heining ↔ Eichendorffstraße ↔ Senefelderstraße                                                   |
| K4    | ZOB ↔ Hauptbahnhof ↔ Danziger Straße ↔ Neustift ↔ Haus Waldesruh ↔ Sperrwies                                          |
| 6147  | Passau Hbf ↔ Heining ↔ Vilshofen ↔ Niederalteich ↔ Hengersberg ↔ Deggendorf                                           |
| 6148  | Passau Hbf ↔ Heining ↔ Vilshofen ↔ Osterhofen ↔ Plattling                                                             |
| RB    | Passau Hbf ↔ Neustift (bei Passau) Bf ↔ Pocking ↔ Mühldorf (Oberbayern) (↔ Rosenheim)                                 |

### Sonstiges
Die A3 führt über Heininger Gebiet. Hier überquert sie auf der Donaubrücke Schalding die Donau; ebenfalls auf Heininger Gebiet liegt die Rastanlage Donautal. Heining verfügt jedoch nicht über eine eigene Autobahnanschlussstelle; die nächstgelegenen sind Passau Nord im Ortsteil Schalding links der Donau und Passau Mitte im Ortsteil Haidenhof. Die B8 entlang der Donau verbindet Heining direkt mit Passau und Vilshofen.

## Wirtschaft
In Heining unterhält die Bayernhafen Gruppe einen Teil des Hafens Passau. Des Weiteren betreibt die E.ON Wasserkraft hier das Kraftwerk Kachlet, welches das nahe Umland mit Strom versorgt und die Wasserhöhe der Donau reguliert.
In Neustift befindet sich ein größeres Gewerbegebiet, in dem sich unter anderem Filialen der Unternehmen Hiendl, mömax und real,- niedergelassen haben. Dort finden mehrmals pro Woche Bauernmärkte statt, auf denen in der Region erzeugte Produkte zum Verkauf angeboten werden.
Ein weiteres größeres Gewerbegebiet befindet sich im Neustifter Ortsteil Sperrwies, in dem u. a. die Verlagsgruppe Passau (Passauer Neue Presse) und der Großhändler Getränke Geins ihren Hauptsitz haben.
In Rittsteig hat die F.X. Wieninger GmbH mit ihrem Traditionsprodukt Wieninger Hefe seit über 140 Jahren sowohl Unternehmenssitz als auch die Produktionsanlagen.
In Heining befand sich ursprünglich eine Fabrikanlage des Siemens-Konzerns, die aber seit der Werksschließung 2003 bis zur Eröffnung des Babalu Funpark Passau 2014 leer stand.

## Bildung
In Heining befinden sich zwei Schulen: Zum einen die Hans-Carossa-Grundschule Heining-Schalding, die nach dem Dichter Hans Carossa benannt ist, der in der Zeit vor seinem Tod in einer Villa in Heining-Rittsteig lebte und wirkte und auf dem Heininger Friedhof begraben ist. In ihr werden Kinder aus den Ortsteilen Heining, Rittsteig und Schalding rechts der Donau unterrichtet; zum anderen die Volksschule Passau-Neustift, die eine Grund- und Hauptschule ist. Ihr Schulsprengel umfasst den Ortsteil Neustift, den Ortsteil Auerbach sowie Teile Rittsteigs.
Außerdem existieren Kindergärten in Neustift, Rittsteig, Schalding rechts der Donau sowie im Heininger Ortskern. Letzterer besitzt eine angeschlossene Kindertagesstätte.

## Persönlichkeiten
- Hans Carossa (1878–1956), lebte ab 1928 bis zu seinem Tod in seiner Villa im Ortsteil Rittsteig
- Gustav Haydn (1900–1995), Handwerkskammerpräsident, Mitglied im bayerischen Senat
- Hans Hösl (1929–2008), Bürgermeister der Gemeinde Heining, 2. Bürgermeister und Oberbürgermeister der Stadt Passau
- Max Reinhart (1924–2016), Wappenmaler, Grafiker und Heraldiker

## Ehrenbürger

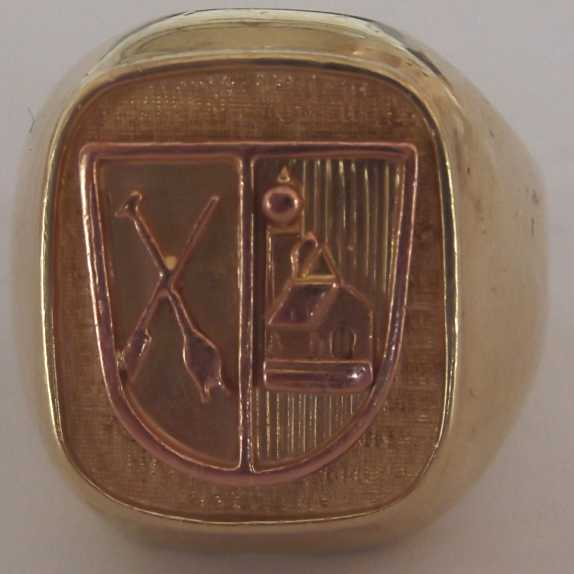
Ehrenring mit Gemeindewappen

In den 1930er Jahren wurden (wie auch anderorts üblich) Paul von Hindenburg, Adolf Hitler und Franz Ritter von Epp zu Ehrenbürgern ernannt. Weitere Ehrenbürger waren:
- Hans Carossa (Dichter und Arzt; Beschluss vom 9. Dezember 1948)
- Karl Weiß (ehemaliger Gemeinderat; Beschluss vom 30. April 1951)
- Pfarrer Poschinger (Beschluss vom 16. Juli 1951)
- Birgmeier (ehemaliger Bürgermeister; Beschluss vom 23. Februar 1953)
- Valentin Netzer (ehemaliger erster Bürgermeister; Beschluss vom 24. Januar 1966)
- Gustav Haydn (Senator; Beschluss vom 24. Januar 1972)

## Sport
Seinen Sitz in Heining hat der SV Schalding-Heining mit etwa 1500 Mitgliedern. Die Fußballabteilung des Vereins spielte von 2013 bis 2022 in der Regionalliga Bayern. Nach dem Abstieg 2022 spielte der Verein eine Saison in der Bayernliga Süd und stieg sofort wieder in die viertklassige Regionalliga auf.